# Horisme suppressaria
Horisme suppressaria är en fjärilsart som beskrevs av Walker 1863. Horisme suppressaria ingår i släktet Horisme och familjen mätare. Inga underarter finns listade i Catalogue of Life.